# 熊川雄大
熊川 雄大（くまがわ ゆうだい、1986年6月10日 - ）は日本の俳優。タレント。熊本県人吉市出身。身長173cm。O型。
カミナリ調査隊の初代隊長。愛称「くまちゃん」「隊長」。

## 出演

### テレビドラマ
- 土曜ワイド劇場 温泉 (秘) 大作戦2（2005年、テレビ朝日） - 島慎之介役
- 牙狼-GARO- 〜MAKAISENKI〜 第二話 街灯（2011年、テレビ東京） - 秀行役
- サイン 第一話（2011年、毎日放送） - 恋人役
- 予告編ビキンズ「洗い流して」（2013年、フジテレビ） - 友人役
- タガーリン第8章（2013年、フジテレビ） - 松本役

### 舞台
- TMB☆C旗揚げ公演「ok...sogreat」スタジオAR(2008年)
- A-TEAMGROUP主催「さよならエンジェル」池袋シアターグリーンBIGTREETHEATER(2009年)
- A-TEAMGROUP主催「レモンドロップス〜夢の終わり〜」横浜相鉄本多劇場(2009年)
- 〜As feel〜主催「LASTSTAGE」浅草橋アドリブ劇場(2010年)
- A-TEAMGROUP主催「69andRoll」横浜相鉄本多劇場(2010年)
- 〜As feel〜主催「くもの巣」中目黒ウッディシアター(2010年)
- 〜As feel〜主催「TENDER」浅草橋アドリブ劇場(2011年)
- 〜As feel〜主催「TENDER2」浅草橋アドリブ劇場(2011年)
- 〜As feel〜主催「TENDER3」浅草橋アドリブ劇場(2011年)

### 広告
- GoogleTVCM「もっと。クロームでストリートライブ」篇(2010年)
- SONY「プレイステーション2011」海外プレス用PV(2011年)
- HONDA「カノジョルノ」WEBCM(2011年)
- タカラトミー「NERF」PV(2011年)
- 太陽グループTVCM「7の付く日はスーパーグレート」篇(2011年)
- 大塚製薬オロナミンCTVCM「結婚式の友情」篇(2012年)
- カゴメ「トマトジュースの歴史」ポスターモデル(2012年)
- ソフトバンク「新ツール」PV(2012年)
- みずほ銀行WEBCM「現代人博物館」篇(2012年)
- スズキTVCM「2013年初売りミッツマングローブ」篇(2013年)

### 映画
- 自主制作映画「ノーマンズランド」（2007年） - ココ役
- 東宝系全国公開映画「図書館戦争」（2013年） - 賛同団体員役

### ミュージックビデオ
- バブルガムブラザーズ東京juice(2009年)
- シクラメン僕の宝物(2011年)

### バラエティー
- ワラッチャオ（2013年NHKBS） - ライト兄弟役
- インターネット番組カミナリ調査隊（2009年8月〜2014年3月TVライブオンライン） - レギュラー
- インターネット番組カミナリ学問所（2013年4月〜2014年3月TVライブオンライン） - レギュラー
- インターネット番組日本文化人協会（2010年12月25日odaibaTV） - MC代役
- インターネット番組日本文化人協会（2011年2月12日odaibaTV） - MC代役

## DVD
- KISSING〜9episodes〜(2012年)

## 書籍
- カミナリ調査隊写真集(2012年パブリマ)

## その他
- でちゃうボーイバトラー(2007年〜2008年)
- イケメン日めくりカレンダー(2011年)